# Agmina hexacantha
Agmina hexacantha là một loài Trichoptera trong họ Ecnomidae. Chúng phân bố ở miền Australasia.